# Прач, Иоганн Готфрид
Иоганн (Иван) Готфрид (Ян Богумир) Прач (чеш. Jan Bohumír Práč, нем. Johann Gottfried Pratsch; ок. 1750—1818) — русский фольклорист, пианист, композитор, клавирный мастер и музыкальный педагог немецкого или чешского происхождения.

## Биография

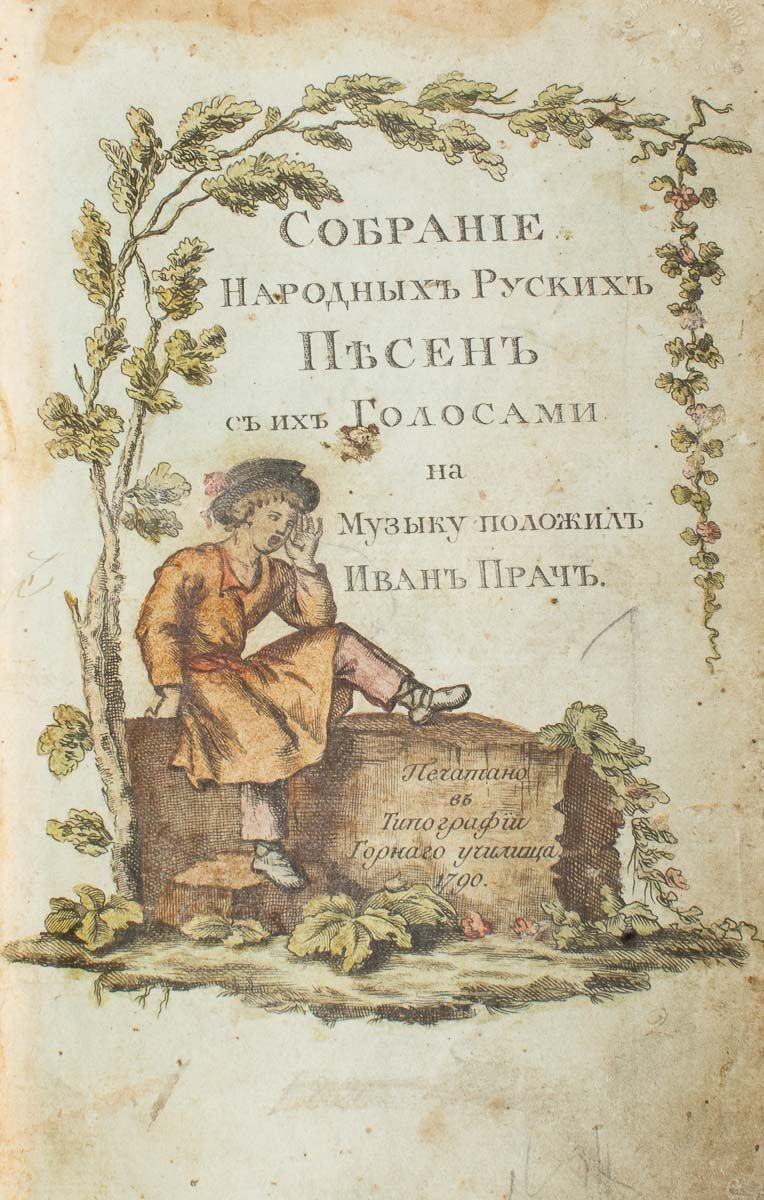
Титульный лист сборника Прача и Львова

Иоганн Готфрид Прач родился в середине XVIII века предположительно в Силезии. Лексикон Гербера и Словарь Болховитинова указывают на его немецкое происхождение, но многие считают его чехом.
В 1784 году он был принят в учителя Санкт-Петербургского театрального училища (ныне Российский государственный институт сценических искусств), как «клавикордный мастер», в котором дети (как и мальчики, так и девочки) обучались игре на клавикорде, а некоторые из девочек — также и списыванию нот. Около 1792 года преподавал также в Смольном институте благородных девиц. Некоторое время жил в доме Соймонова[кого?] в качестве домашнего учителя музыки; в 1803 году проживал по адресу Сергиевская ул. № 523 (сейчас ул. Чайковского, 69); в 1805 году проживал «на Сергиевской улице в собственном доме № 60» (сейчас ул. Гагаринская, 20).
Прач переложил для клавира с голосами музыку комических опер Екатерины II «Горе-богатырь Косометович» и «Февей»; издал «Полную школу для фортепиано» (СПб., 1816) и «Собрание народных русских песен, с их голосами» (СПб., 1790; 2 изд. 1806; 3 изд. 1815; 4-е изд. 1897). Последний сборник, песни для которого были собраны Николаем Александровичем Львовым, долго служил прототипом для собирателей народных русских песен; мелодии из этого сборника использовались Людвигом ван Бетховеном и Джоаккино Россини.
Иоганн Готфрид Прач умер в 1818 году в Санкт-Петербурге.
Автор ряда выдающихся инструментальных сочинений.

## Избранные произведения
Сочинения с номерами опусов:
op. 1 Allemande de Martini с 6 вариациями (1795, Gerstenberg & Dittmar, не сохранилось)
op. 2 Фанданго для клавира со скрипкой ad libitum [a-moll] (1795, Gerstenberg & Dittmar, посв. Софии Соймоновой)
op. 4 Транскрипция фортепианного квартета В. А. Моцарта (Es-dur, K.493) для двух клавиров (1798, Gerstenberg & Dittmar, посв. Софии Соймоновой и Софии Давыдовой)
op. 6 Соната для фортепиано и виолончели концертант совместно с И. Г. Фациусом [a-moll] (1799—1800,Gerstenberg & Dittmar, посв. Е.Салтыковой)
op.12 "Sonate en Motives Russes" (не сохранилось, изд в СПБ в 1806 г.)
op.15 Вариации на песню «Ты пойди ж моя Коровушка домой» [a-moll] (ok.1811, Paez, посв. Барону Шлюттеру)
Сочинения без номеров опусов:
Woo Соната для клавира [C-dur] (1787, n.n.) в сборнике с вариациями В.Караулова
Woo Рондо для клавира [F-dur] (посв. Барятинскому, издание не сохранилось, только рукописная копия)
Woo XII Вариации на плясовую песню «Ах ты Ванька, ты Ванька горюн» [D-dur] (1813,Paez, посв. С. К. Михайлову)
Woo Печальный Марш на погребение М. И. Голенищева-Кутузова" (1813, Paez)
Woo «Две российския песни преложенныя для пиано-форте любителем музыки» («у Герстенберга со Товарищи в музыкальном магазине»): 1. «У кого душевны силы истощилися тоской» [с-moll] и «Стараньи все мои напрасны волненье мысли усмирить» [Es-dur] на тексты Ю.Нелединского-Мелецкого (1794)
Woo Соната (Сонатина) в «Полной школе»
Woo Полонез (см.письмо Князя П. Д. Цицианова к В. Н. Зиновьеву, 1786; не сохранился).
Клавиры:
1. "Опера комическая, Февей: Музыка оперы комической Февея. Соч. В.Паскевича для клавир с голосами переложенная И.Прачем — Санкт Петербург, в типографии Горнаго Училища. "
2. "Сказка о Горебогатыре Косометовиче и опера комическая из слов сказки составленная…Музыка оперы комической Горебогатыря Косометовича сочинения Г.Капельмейстера Мартина. Для клавир с голосами переложенная Г.Прачем. — В Санктпетербурге, 1789 (в типографии Горнаго Училища) «
3. „Песнолюбие: опера комическая в Трёх действиях/ музыка сочинения господина капельмейстера Мартина; Текст А. В. Храповицкаго/ …сочинения г. капельмейстера Мартина, для клавир с голосами переложенная г. Прачем“ — в Санкт Петербурге в типографии Горнаго Училища 1790 года»
4. «Начальное управление Олега, подражание Шакеспиру, без сохранения феатральных обыкновенных правил: Музыка историческаго представления Начального управления Олега [сочинения К.Каннобио, В. А. Пашкевича и Дж. Сарти; Либретто Екатерины II. Авт. Текста хоров М. В. Ломоносов, Еврипид (в переводе Сичкарева); с предуведомлением; объяснение на музыку Дж. Сарти; Перевод объяснения и примеч. в пер. Львова. — Санктпетербург. 1791 (печатано в типографии Горнаго училища)»
5. «Didone abandonee: Ballet tragique en cinq actes da la composition de m-r Le-Picq, represente sur le theatre imperial de St.-Petersbourg en 1792/ Mis en musicque par m. Martin, maitre du Chapelle au service de Sa Mageste imperiale, et dedie a son exellence m-r le prince Iousoupoff, conscilleur prive, chamberllain actuel, senateur et directeur general des spectacles de sa Majeste l’imperatrice de toutes les Russies, chevalier des ordes de l’aigle blanc et de St.Petersbourg : del’impimierie dee Breitkopf, 1792.»
6. «L’Oracle: comedie-ballet execure par la Noblesse ser le Theatre Imperial de l’Hermitage compose par mr. Lepicq, et mis en musicue par mr. Martin, Maitre de Chapelle au service de S.M.I.- St.Petersbourg, 1793 (L’impr.de Breitkopf).»